# Laccosperma opacum
Laccosperma opacum là loài thực vật có hoa thuộc họ Arecaceae. Loài này được Drude mô tả khoa học đầu tiên năm 1877.